# 尾田剛樹
尾田 剛樹（おだ ごうき、2000年8月3日 - ）は、兵庫県明石市出身のプロ野球選手（外野手）。左投左打。中日ドラゴンズ所属。

## 経歴

### プロ入り前
明石市立谷八木小学校1年時に明石ウエストクラブでソフトボールを始め、6年時には日本代表選手としてオーストラリア遠征を経験。明石市立魚住東中学校時代は、硬式野球チームの神戸須磨クラブに所属した。また、中学校の2学年上に平内龍太がいた。
高野山高等学校を経て大阪観光大学へ進学し、1年時春と4年時秋にベストナインを獲得した。当時のチームメイトに久保修がいる。2022年9月にプロ志望届を提出し、翌月のドラフト会議でのプロ入りを目指すも指名漏れ。その後11月に開催されたBCリーグの合同トライアウトを受け、栃木ゴールデンブレーブスへ特別合格選手として入団した。

### BCL・栃木時代
2023年は、チーム公式戦全65試合に出場。打率.292、32盗塁を記録し、ベストナインおよび南地区の盗塁王を獲得した。
同年のドラフト会議では、中日ドラゴンズから育成3位指名を受け、11月16日に支度金300万円、年俸300万円で仮契約を結んだ。背番号は217。

### 中日時代
2024年2月の春季キャンプでは二軍だったが、オープン戦には主に代走として18試合に出場。打率.158（19打数3安打）ながら2盗塁を記録し、開幕直前の3月25日、支配下選手契約を結ぶことが発表された。背番号は00。推定年俸は420万円となった。そのまま開幕一軍入りを果たし、代走要員となる。4月2日の対読売ジャイアンツ戦で一塁代走として出場し、山﨑伊織の牽制球に飛び出して一・二塁間に挟まれながらも、タッチをかいくぐる形で二塁にセーフとなり、一軍公式戦初盗塁を記録した。代走や守備固め中心の起用で43試合に出場したが、7月17日に登録を抹消された。8月13日に再登録された。最終的に65試合に出場したが、打率.000（11打数無安打）で、盗塁が4に対して盗塁死が5と上回るなど課題を残した。オフの10月のみやざきフェニックス・リーグでは、チームトップの打率.382（34打数13安打）、7盗塁を記録した。11月7日に410万円増の推定年俸830万円で契約を更改した。その後、台湾で開催される2024アジア・ウインターリーグに参加した。

## 選手としての特徴・人物
50m走5.9秒の俊足が持ち味。守備範囲も広い。
父が兵庫県の独立リーグチーム運営に携わっており、その縁で神戸市で行われたイチローの自主トレーニングに同行したことがある。

## 詳細情報

### 年度別打撃成績
| 年 度     | 球 団     | 試 合 | 打 席 | 打 数 | 得 点 | 安 打 | 二 塁 打 | 三 塁 打 | 本 塁 打 | 塁 打 | 打 点 | 盗 塁 | 盗 塁 死 | 犠 打 | 犠 飛 | 四 球 | 敬 遠 | 死 球 | 三 振 | 併 殺 打 | 打 率 | 出 塁 率 | 長 打 率 | O P S |
| --------- | --------- | ----- | ----- | ----- | ----- | ----- | -------- | -------- | -------- | ----- | ----- | ----- | -------- | ----- | ----- | ----- | ----- | ----- | ----- | -------- | ----- | -------- | -------- | ----- |
| 2024      | 中日      | 65    | 12    | 11    | 8     | 0     | 0        | 0        | 0        | 0     | 0     | 4     | 5        | 1     | 0     | 0     | 0     | 0     | 4     | 0        | .000  | .000     | .000     | .000  |
| 通算：1年 | 通算：1年 | 65    | 12    | 11    | 8     | 0     | 0        | 0        | 0        | 0     | 0     | 4     | 5        | 1     | 0     | 0     | 0     | 0     | 4     | 0        | .000  | .000     | .000     | .000  |

- 2024年度シーズン終了時

### 年度別守備成績
| 年 度 | 球 団 | 外野  | 外野  | 外野  | 外野  | 外野  | 外野     |
| 年 度 | 球 団 | 試 合 | 刺 殺 | 補 殺 | 失 策 | 併 殺 | 守 備 率 |
| ----- | ----- | ----- | ----- | ----- | ----- | ----- | -------- |
| 2024  | 中日  | 44    | 16    | 0     | 0     | 0     | 1.000    |
| 通算  | 通算  | 44    | 16    | 0     | 0     | 0     | 1.000    |

- 2024年度シーズン終了時

### 記録
NPB
初記録
- 初出場：2024年3月30日、対東京ヤクルトスワローズ2回戦（明治神宮野球場）、8回表に大島洋平の代走で出場
- 初打席：同上、10回表に大西広樹から二ゴロ
- 初盗塁：2024年4月2日、対読売ジャイアンツ1回戦（バンテリンドーム ナゴヤ）、7回裏に二盗（投手：山﨑伊織、捕手：大城卓三）
- 初先発出場：2024年5月6日、対読売ジャイアンツ7回戦（バンテリンドーム ナゴヤ）、「8番・中堅手」で先発出場

### 独立リーグでの打撃成績
| 年 度     | 球 団     | 試 合 | 打 席 | 打 数 | 得 点 | 安 打 | 二 塁 打 | 三 塁 打 | 本 塁 打 | 塁 打 | 打 点 | 盗 塁 | 盗 塁 死 | 犠 打 | 犠 飛 | 四 球 | 敬 遠 | 死 球 | 三 振 | 併 殺 打 | 打 率 | 出 塁 率 | 長 打 率 | O P S |
| --------- | --------- | ----- | ----- | ----- | ----- | ----- | -------- | -------- | -------- | ----- | ----- | ----- | -------- | ----- | ----- | ----- | ----- | ----- | ----- | -------- | ----- | -------- | -------- | ----- |
| 2023      | 栃木      | 65    | 320   | 281   | 59    | 82    | 7        | 6        | 0        | 101   | 26    | 32    | 8        | 2     | 5     | 28    | -     | 4     | 42    | 2        | .292  | .358     | .359     | .717  |
| 通算：1年 | 通算：1年 | 65    | 320   | 281   | 59    | 82    | 7        | 6        | 0        | 101   | 26    | 32    | 8        | 2     | 5     | 28    | -     | 4     | 42    | 2        | .292  | .358     | .359     | .717  |

- 各年度の太字はリーグ最高

### 独立リーグでのタイトル・表彰
タイトル
- 盗塁王（南地区）：1回（2023年）

表彰
- ベストナイン：1回（外野手部門：2023年）

### 背番号
- 8（2023年）
- 217（2024年[11] - 同年3月25日）
- 00（2024年3月26日[15] - ）